# Річкинська сільська рада
Рі́чкинська сільська рада (рос. Речкинский сельский совет) — сільське поселення у складі Білозерського району Курганської області Росії.
Адміністративний центр — село Річкино.
Населення сільського поселення становить 277 осіб (2017; 336 у 2010, 427 у 2002).

## Склад
До складу сільського поселення входять:
| Населений пункт   | Населення, осіб (2002) | Населення, осіб (2010) |
| ----------------- | ---------------------- | ---------------------- |
| Єкимово, присілок | 235                    | 184                    |
| Річкино, село     | 184                    | 147                    |
| Скатова, присілок | 8                      | 5                      |